# Rudolf Möller (Politiker)
Rudolf Möller (* 29. Juli 1928 in Kronberg im Taunus; † 12. Februar 2008 ebenda) war ein deutscher Kommunalpolitiker und zwischen 1971 und 1990 Bürgermeister seiner Heimatstadt.

## Leben
Möller wurde 1944 zum Kriegseinsatz im Zweiten Weltkrieg eingezogen und kam im Jahr darauf zunächst in US-amerikanische und später in dreijährige französische Kriegsgefangenschaft. Seine berufliche Laufbahn begann er nach seiner Rückkehr 1948 zunächst als Arbeiter und später als Schicht- und Betriebsleiter in einem Oberurseler Betrieb.
1953 trat er in die CDU ein und nahm verschiedene ehrenamtliche Funktionen auf kommunaler Ebene wahr, unter anderem war er Vorsitzender des Stadtjugendrings und der Jungen Union in Kronberg. Ab 1956 war er Stadtverordneter und 1964 wurde er ehrenamtlicher Stadtrat im Magistrat. Vier Jahre später wurde er zum Stadtverordneten-Vorsteher gewählt. Im September 1971 folgte er dem verstorbenen Bürgermeister Ernst Winterberg im Amt. Mehrfach wiedergewählt war Möller insgesamt 19 Jahre Bürgermeister der Stadt Kronberg. In seine Amtszeit fielen die Integration der 1972 fusionierten Gemeinden Kronberg, Oberhöchstadt und Schönberg. Er war in vielen Vereinen ehrenamtlich tätig, unter anderem war er Vorsitzender der Kronberger Seniorenunion.
2005 beschloss die Stadtverordneten-Versammlung, Möller die Ehrenbürgerwürde der Stadt Kronberg im Taunus zu verleihen. Die Partnerstadt Ballenstedt hatte ihn bereits 1990 für seine Verdienste speziell in der Vermittlung von Ausbildungsplätzen und der begleitenden Betreuung der Jugendlichen mit der Verleihung mit der Ehrenbürgerwürde gewürdigt.